# Beijing International Street Circuit
Der Beijing International Street Circuit war eine Motorsport-Rennstrecke in Peking, Volksrepublik China. Der temporäre Stadtkurs wurde lediglich 2010 im Rahmen einer Runde der Superleague Formula für Rennveranstaltungen genutzt.

## Geschichte
Die Rennstrecke war 2,721 km lang und befand sich im Olympischen Ruder- und Kanupark Shunyi der Olympischen Sommerspiele 2008. Um an den Erfolg der Olympischen Spiele anzuknüpfen, beschloss der Bezirk Shunyi, 300 Millionen Yuan in den Bau von Einrichtungen für den Motorsport zu investieren. Die Rennstrecke wurde im Oktober 2010 eröffnet und war Austragungsort einer Runde der Superleague Formula 2010. Diese wurde allerdings nicht zur Meisterschaft der Superleague Formula gewertet, da die Strecke nicht die nötige FIA Grad 2 Homologation erlangte.

## Veranstaltungen
Als einzige internationale Rennserie trug die Superleague Formula am 10. Oktober 2010 zwei Rennen auf der Strecke aus. Den ersten Lauf gewann der für Tottenham Hotspur fahrende Brite Craig Dolby. Zum Sieger des mit der roten Flagge abgebrochenen Laufs 2 wurde Alvaro Parente im für den FC Porto startenden Auto erklärt. Das Rennen wurde im Folgejahr nicht erneut durchgeführt, da die 2011'er Saison der Serie vorzeitig abgebrochen wurde.
Die einzige Serie im Rahmenprogramm der Veranstaltung war die Chinesische tourenwagen-Meisterschaft der CTCC, die zu diesem Zeitpunkt in 2 Divisionen für Autos mit 2 Liter Hubraum (12 Teilnehmer) und 1,6 Liter Hubraum (17 Teilnehmer) ausgefahren wurde. Dieses Rennen gewann nach 22 Runden der Fahrer Cao Hongwei auf einem Ford Focus.